# 猛加拉殺手
《猛加拉殺手》或《猛加拉殺手2.0》（英語：Banglasia / Banglasia 2.0）是一部黄明志自编自导自演的马来西亚動作喜劇片，于2019年2月28日全马上映。本剧讲述幾位不同种族的马来西亚人与一位孟加拉工人如何搞笑联手保卫国家的故事。
本片是黄明志继《辣死你妈》、《鬼老大哥大》及《冠军歌王》三部电影后，推出的第四部电影作品。影片投資不超過300萬令吉，並在吉隆坡的茨厂街拍攝。本片演员包括孟加拉演员尼拉、大马演员赛夫阿伯、大卫·阿鲁木甘、朱宥六、Shashi Tharen、新加坡演员Atikah Suhaime与尤雅敏。
本片于2013年已完成拍攝，原定在2014年农历新年上映，但呈交给馬來西亞電檢局送审后，被当局全面禁映。黄明志后于2018年向新上任的希盟政府上诉，重新申请并在2019年2月被通过，影片通过解禁。
本片在小补拍与更新、重剪静音或删减7个场景后，以《猛加拉杀手2.0》的名义，于2019年2月28日在马来西亚上映。

## 剧情简介
哈里斯（Nirab Hossain 饰），一位在馬來西亞工作的孟加拉外籍劳工，他一心只想回老家与爱人结婚。然而，他無情的老闆不讓他休假，而且沒收了他的護照；韩国仁（黄明志 饰），一个社会运动分子，發起護國運動，向民眾表示抗議，不滿外勞进入自己的國家；还有麗娜（Atikah Suhaime 饰），哈里斯老闆理想主义的女兒，对哈里斯一見鍾情。三人捲入充滿喜劇效果的複雜關係中。
这时虚构邻国，强大的碌碌王国入侵马来西亚，这三人，加上其他幾個不同角色，必须逃难并对抗王国的入侵。
本剧一贯黄明志的作风，影射和搞笑讽刺政治腐敗、不平等、人口贩卖、種族關係和文化理解等课题。

## 演员
- Nirab Hossain 饰 Harris
- 黄明志 饰 韩国仁 / 韩林坤 / 韩健冰 / 韩得得
- 赛夫阿伯 饰 Omar
- David Arumugam（英语：David Arumugam） 饰 King of Luk-Luk
- Atikah Suhaime 饰 Rina
- Shashi Tharan 饰 Wira
- 尤雅敏/老查某 饰 阿嫲
- 朱宥六 饰 的士司机
- Raja Ilya 饰 Laboni (Harris女友)
- Kinki Ryusaki 饰 女友
- 韩晓嗳/林慧珊 饰 护士
- 林大詠 饰 学生
- Joseph Germani 饰 学生
- 林德荣 饰 保安

## 发行

### 禁映
《猛加拉杀手》是黄明志的第四部电影作品，影片已在2013年完成拍摄，原本预定在2014年农历新年除夕夜1月30号在马来西亚各地戏院上映。但由于该片在送审到马来西亚内政部电检处后面临困难重重。2014年1月30日，黄明志通過Tokok節目透露此剧被电检处提出31点理由，要求该片必须重新拍摄，但由于该单位所提到的31点占据了整部电影的90%，所以根本无法挽救。当中，黄明志在戏中所有穿著"Save Malaysia"的无袖外套和T恤的画面都被要求删，加上其他场景，一共需要砍30多刀、几乎百多个镜头，整部电影几乎一大半被刪掉，根本不可能上映。该片正式被禁映，无法在马来西亚上映。
虽然此剧在当时被指影射大马政治现象，但黄明志否认影射大马大选现象。本片于2015年分别在新加坡、美国纽约市与日本大阪的国际电影节播映无删改原版。

### 解禁、更名上映
2018年马来西亚大选，由马哈迪·莫哈末领导的希望联盟上台执政后，黄明志再次把作品提交给马来西亚影审查委员会，并要求重新送审。为符合电影审查委员会的要求，原本电影可能遭删10多个画面，后来妥协以18限制级上映，而获准只删剪7个画面。被删改的7个画面包括枪战画面、影射男男基情的男男双枪射敌、男男修警车、身份证蓝卡广告、指新加坡很安全等场景。黄明志表示这7刀对故事并无影响，只是少了一些好玩乐趣的部分，院线版也加入了2018年的第14届全国大选情节。最终定名为《猛加拉杀手2.0》，定档于2月28日正式全马上映。
无删改版本与大马院线版本的分别只是电影名称、被删的7个画面以及大结局的修改与更新。无删改国际版有望在孟加拉上映。

## 电影歌曲
- 本应推出电影原声带，但因上映档期和禁映原因而导致原声带不推出。这是黄明志第一部没有电影原声带CD的电影。

| 曲別   | 歌名                         | 作曲   | 作詞                     | 演唱                     | 备注                                               |
| ------ | ---------------------------- | ------ | ------------------------ | ------------------------ | -------------------------------------------------- |
| 主題曲 | 《灭绝》                     | 黄明志 | 黄明志                   | 黄小琥                   | 收录在《爱情原来没什么》，2015年由华纳唱片发行     |
| 主題曲 | 《灭绝》                     | 黄明志 | 黄明志                   | 黄明志                   | 同名主题曲男声版                                   |
| 插曲   | 《Banglasia》                | 黄明志 | 黄明志                   | 黄明志                   | 收录在《亚洲通杀》，2015年由量能文创和爱贝克思发行 |
| 片尾曲 | 《Happy New Year Banglasia》 | 黄明志 | 黄明志、5Forty2、Ashtaka | 黄明志、5Forty2、Ashtaka |                                                    |